# Artikel 28 des Grundgesetzes für die Bundesrepublik Deutschland
Der Artikel 28 des Grundgesetzes für die Bundesrepublik Deutschland trifft grundsätzliche Regelungen über den Staatsaufbau der Länder der Bundesrepublik Deutschland. Die Regelungen betreffen teilweise die politische Ordnung auf der Ebene des gesamten Landes, teilweise auf den Ebenen der den Ländern staatsrechtlich zugeordneten Gemeinden und Gemeindeverbände.

## Wortlaut
(2) Den Gemeinden muß das Recht gewährleistet sein, alle Angelegenheiten der örtlichen Gemeinschaft im Rahmen der Gesetze in eigener Verantwortung zu regeln. Auch die Gemeindeverbände haben im Rahmen ihres gesetzlichen Aufgabenbereiches nach Maßgabe der Gesetze das Recht der Selbstverwaltung. Die Gewährleistung der Selbstverwaltung umfaßt auch die Grundlagen der finanziellen Eigenverantwortung; zu diesen Grundlagen gehört eine den Gemeinden mit Hebesatzrecht zustehende wirtschaftskraftbezogene Steuerquelle.

## Erläuterungen
Im Einzelnen sind folgende Regelungsgehalte zu unterscheiden:
- Art. 28 Abs. 1 Satz 1 und teilweise Satz 2 GG (Volksvertretung in den Ländern) GG legt die Länder auf die Prinzipien der Republik, der Demokratie, des Sozialstaates und Rechtsstaates fest (Homogenitätsgebot);
- Art. 28 Abs. 1 teilweise Satz 2 (Volksvertretung in den Gemeinden und Kreisen) und Sätze 3 und 4 GG konkretisiert das Demokratieprinzip;
- Art. 28 Abs. 2 GG normiert die Verfassungsgarantie der kommunalen Selbstverwaltung zugunsten der Gemeinden und Gemeindeverbände;
- Art. 28 Abs. 3 GG bestimmt die in ihrem Inhalt umstrittene sog. Gewährleistung des Bundes für die politische Ordnung in den Ländern, siehe Bundesaufsicht.